# 石村賢二郎
石村 賢二郎（いしむら けんじろう、1949年4月20日 - ）は、東京都出身の元プロ野球選手（捕手）。右投右打。

## 来歴・人物
豊南高から、1967年にドラフト外で大洋ホエールズへ入団。
ブルペン捕手専門で、1973年に一軍公式戦に出場がないまま引退。

## 詳細情報

### 年度別打撃成績
- 一軍公式戦出場なし

### 背番号
- 73 （1968年 - 1973年）